# Katsumi Suzuki (futbolista)
Katsumi Suzuki (鈴木 克美 Suzuki Katsumi?, nacido el 21 de abril de 1969 en Yamagata) es un exfutbolista japonés. Jugaba de guardameta y su único club fue el Montedio Yamagata de Japón.

## Trayectoria

### Clubes
| Club              | País  | Año         |
| ----------------- | ----- | ----------- |
| Montedio Yamagata | Japón | 1988 - 2004 |